# Polonija Vilnius
Polonija Vilnius (polnisch Polonia Wilno) war ein litauischer Fußballverein aus Vilnius.

## Geschichte
Der Verein wurde 1951 von Angehörigen der polnischen Minderheit in Litauen gegründet. Der größte sportliche Erfolg war der Aufstieg in die erstklassige A Lyga im Jahr 1999. Dort schaffte man anschließend auch einmal den Klassenerhalt, ehe man als Tabellenletzter wieder abstieg. Zwischen 2001 und 2005 spielte man dann fünf Jahre in der zweitklassigen 1 Lyga, wobei man zweimal Meister wurde. Jedoch stieg man beide Male nicht in die erste Liga auf, da zu der Zeit die Anzahl der Erstligisten verringert wurde, sodass es keine Aufsteiger gab.
Nach der Saison 2005 bekam man von der Lietuvos Futbolo Federacija die Lizenz entzogen und musste in die vierte Liga zwangsabsteigen. Nachdem man fünf Jahre brauchte, um immerhin wieder in die dritte Liga aufzusteigen, gelang dort direkt der Durchmarsch in die zweite Liga.
2014 wurde der Verein aufgrund von finanziellen Problemen aufgelöst.

## Erfolge
- Aufstieg in die A Lyga: 1999
- Meister der 1 Lyga: 2001/02, 2003